# 摩点文娱
北京摩点文娱科技股份有限公司（新三板：430189，简称：摩点文娱）是华兴资本创始人黄胜利于2015年12月在北京注册成立的一家互联网公司，摩点互娱在中国大陆地区主要从事互联网众筹和风险投资。
2017年3月，摩点文娱借壳七彩亮点环能，正式挂牌新三板交易，成为中国股票市场上第一家主营众筹业务的上市公司。

## 运营历史
2014年4月，摩点网的实际运营主体，北京摩点众筹科技有限公司在北京市注册成立。
2014年6月13日，摩点网正式上线。
2014年6月，摩点网与第三方移动大数据平台TalkingData达成战略合作。
2015年12月，成立北京摩点文娱科技股份有限公司。
2017年3月，摩点文娱借壳北京七彩亮点环能，正式挂牌新三板，股份代码：430189。
2018年，摩点网面向优质知识创作者而推出“云养计划”，采取订阅式付费众筹的模式。
2018年2月，摩点网完成A轮融资，本轮融资新浪微博领投，母公司摩点文娱跟投，并正式确定摩点网将接手和运营新浪微博成立的众筹业务。
2019年4月17日，摩点文娱发布2018年年报，根据年报摩点网2018年全年实现营业收入204万元，净利润为负4732万元。
2019年5月30日，摩点网旗下的“云养计划”获得2019TopDigital创新奖。

## 旗下运营产品
摩点网（摩点众筹），是一款中国大陆地区主要面向ACG文化创意产品项目的众筹平台，平台于2014年6月13日正式上线，网站日常运营由北京摩点会想科技有限公司负责。目前平台提供网页端，安卓端和iOS端三种访问方式。

### 平台服务

#### 注册账号
未注册的情况下，只能正常浏览摩点网上公示的众筹项目资讯，只有在成功注册账号后，才可以对众筹项目进行关注，付款、评论，看好等操作。而如果要发起众筹项目，不论是企业用户还是个人用户，都需要按照国家和摩点网相关规定，完成账号进行实名认证之后，提交相关众筹项目材料，经摩点网工作人员确认审核后，才可正式开始众筹项目流程，目前摩点只有网页端可以进行新项目的发起。

## 融资概况
| 融资轮次 | 融资完成时间 | 融资金额 | 投资机构                                     |
| -------- | ------------ | -------- | -------------------------------------------- |
| 天使轮   | 2014年5月    | 0.18亿元 | 触控科技、真格基金、华谊兄弟、宜信、华兴资本 |
| A轮      | 2018年2月    | 1亿元    | 新浪微博基金、摩点文娱                       |